# ایزوور (پیروت)
ایزوور (به صربی: Izvor) یک منطقهٔ مسکونی در صربستان است که در پیروت واقع شده‌است. ایزوور ۷۸۱ نفر جمعیت دارد.